# AM-906
AM-906，分子式C23H34O3，是一种AM系大麻素，可作为大麻素受体激动剂和镇痛药，其特点是侧链上存在与苯环共轭的碳碳双键，且为Z构象，其E构象的顺反异构体为AM-905。